# Grand prix du Festival international de films de Fribourg
Le grand prix est le principal prix décerné au Festival international de films de Fribourg (FIFF). En 1986, une compétition internationale valorise une œuvre artistique réalisée dans un pays du Sud. Le grand prix du FIFF a aussi pris le nom de Regard d'or entre 1998 et 2016.    

## Palmarès

### Prix d'aide à la distribution: 1986-1994
- 1986 : Le Don de dieu (Wend Kuuni) de Gaston Kaboré  Burkina Faso 1982
- 1988 : Le Voleur de chevaux (Dao Ma Tse) de Tian Zhuangzhuang  Chine 1986
- 1988 : La Lumière (Yeelen) de Souleymane Cissé  Mali 1987
- 1990 : La Naissance (Piravi)[3] de Shaji N. Karun[4]  Inde 1988
- 1992 : Ganh Xiec Rong[5] de Viet Linh[6]  Viêt Nam 1988
- 1993 : La Nuit (Al Leil)[7] de Mohammad Malas[8]  Syrie 1992
- 1993 : Xuese Qingchen[9] de Li Shaohong[10]  Chine 1992
- 1994 : On est quitte (Kosh ba kosh) de Bakhtiar Khudojnazarov  Tadjikistan 1993
- 1994 : Le Maître de marionnettes (Ximeng Rensheng) de Hou Hsiao-hsien  Taïwan 1993

### Grand prix: 1995-1997
- 1995 : Madagascar[11] de Fernando Pérez[12]  Cuba 1994
- 1995 : Quiereme y veras de Daniel Díaz Torres  Cuba 1994
- 1996 : Tu ne mourras pas sans me dire où tu vas de Eliseo Subiela Argentine 1995
- 1997 : Nuages de pluie sur Wushan: l'attente de Ming Zhang  Chine 1996

### Grand prix «Le Regard d'or»: 1998 - 2016
- 1998 : Pizza, bière et cigarettes de Adrián Caetano  Argentine 1997
- 1998 : Qui diable est Juliette?[13] de Carlos Marcovitch[14]  Mexique 1997
- 1999 : La Vie sur terre de Abderrahmane Sissako  Mauritanie 1998
- 2000 : L'oiseau qui s'arrête dans les airs[15] de Jeon Soo-il  Corée du Sud 1999
- 2001 : Et un et deux (Yi yi) de Edward Yang  Taïwan 2000
- 2002 : Chameau(x) de Park Ki-Yong  Corée du Sud 2001
- 2003 : Historias mínimas de Carlos Sorín  Argentine 2002
- 2004 : Días de Santiago[16] de Josué Méndez  Pérou 2004
- 2005 : La Nuit de la vérité de Fanta Régina Nacro  Burkina Faso  France 2004
- 2006 : Tout doucement (Be Ahestegui) de Maziar Miri  Iran 2005
- 2007 : Sous le Toit d'Alice de Chico Teixera  Brésil 2006
- 2008 : Flower in the Pocket de Liew Seng Tat  Malaisie 2007
- 2009 : My Magic de Eric Khoo  Singapour 2008
- 2010 : L'autre rive[17] de George Ovashvili  Géorgie 2009
- 2011 : Poetry de Lee Chang-dong  Corée du Sud 2010
- 2012 : Never Too Late (Af Paam Lo Meuchar)[18] de Ido Fluck[19]  Israël 2011
- 2013 : Three Sisters (San Zimei) de Wang Bing  France  Chine 2012
- 2014 : A Cappella (Han Gong-ju) de Lee Su-jin  Corée du Sud 2013
- 2015 : González de Christian Díaz Pardo  Chili 2014
- 2016 : Mountain de Yaelle Kayam  Israël 2015

### Grand prix: 2017-
- 2017 : Apprentice de Boo Junfeng  Singapour 2016
- 2018 : Black Level de Valentyn Vasyanovych  Ukraine 2017
- 2019 : Las niñas bien de Alejandra Márquez Abella  Mexique 2018
- 2020 : You Will Die at Twenty de Amjad Abu Alala  Soudan 2019